# لمور چنگال‌نشان
 لمور چنگال‌نشان (نام علمی: Phaner) نام یک سرده از تیره لمورهای کوتوله است.